# Antis
Az Antis (az 'Antis' szó litvánul kacsát jelent) egy litván könnyűzenei együttes volt, melyet 1984-ben alapítottak meg Kaunasban. A zenekar frontembere Algirdas Kaušpėdas volt. Az együttes 1990-ben feloszlott, ám az idők folyamán számtalan alkalommal újjáalakult. Legutóbb 2016-ban oszlott fel.

## Tagok
- Algirdas Kaušpėdas (1984 – 1990; 2007 óta) – ének
- Arūnas Blūšius (1984 – 1990; 2007 óta) – gitár
- Gediminas Simniškis (1986 – 1987; 2007 óta) – basszusgitár
- Gintautas Rakauskas (1987 – 1990; 2007 óta) – basszusgitár (1987-1990); gitár, programozás (2007 óta)
- Vaclovas Augustinas (1987 – 1990; 2007 óta) – billentyűs hangszerek
- Linas Būda (1987 – 1990; 2007 óta) – dob

### Volt tagok
- Petras Ubartas (1985 – 1990; 2007) – trombita, gitár

- Gediminas Jurevičius (1984 – 1986) – basszusgitár
- Arūnas Povilauskas (1984 – 1987) – billentyűs hangszerek
- Dalius Cijūnėlis (1984 – 1985) – dob
- Pavelas Kovaliovas (1985 – 1990) – szaxofon
- Artūras Luckus (1985 – 1988) – harsona
- Vytautas Kublius (1985 – 1988) – tuba
- Gintautas Kažemėkas (1985 – 1987) – dob
- Andrėjus Smechnovas (1988 – 1990) – szaxofon

## Nagylemezek

### Stúdióalbumok
- Antis (1987)
- Ša! (1988)
- Anties dovanėlė (1988–1989)
- Ančių dainos (2007)
- Baisiai džiugu! (2013)